# EtherSound
EtherSound est un système de transport audionumérique à faible latence sur réseau compatible avec le standard Ethernet 100Mbit/s. Il permet de transporter 64 canaux (48 kHz, 24 bits) en full-duplex sur une infrastructure Ethernet (câble CAT5, fibre optique, etc.). Il est surtout utilisé dans les applications de sonorisation.

## Technologie

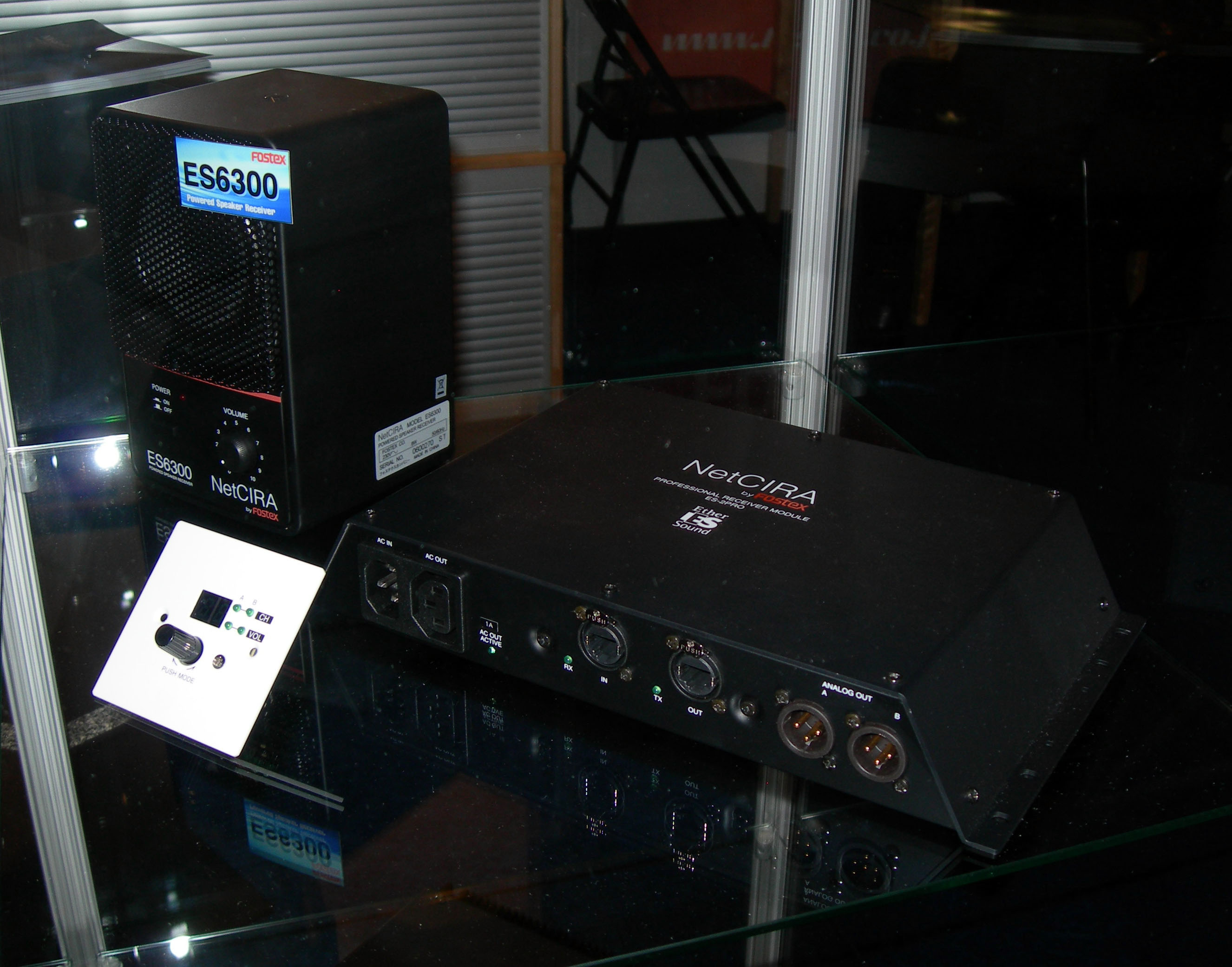
Left: Fostex NetCIRA ES6300 – active speaker receiver which receives audio data converted to EtherSound protocol; right: Fostex NetCIRA ES-2PRO – EtherSound to analog audio converter

EtherSound est une des technologies Audio sur Ethernet principales utilisées dans l’ingénierie audio ou les applications de l’ingénierie pour la radiodiffusion. Cette technologie est développée et licenciée par Digigram. Elle répond aux standards Ethernet IEEE permettant l‘utilisation de câbles et matériels répondant au même standard. Cependant, EtherSound n’est pas conçu pour partager le réseau Ethernet local avec des données de bureautique ou du trafic Internet tel que le courriel. Comme toutes les technologies d’Audio sur Ethernet, EtherSound adapte la nature non déterministe des protocoles CSMA/CD pour fournir un flux continu à fréquence d’échantillonnage élevée, les données audio codées sur 24 bits. Le protocole Ethernet permet à toutes les machines un accès égal au réseau et accepte l’inévitabilité des « collisions » en conséquence. Les données Ethernet sont transmises en rafales. Les trames Ethernet sont envoyées dans un flux en série (l’un après l’autre) et contiennent des adresses, des paramètres de protocole et des données. La solution d’EtherSound au problème d’utiliser un réseau non déterministe de priorité égale afin de transmettre des données audio déterministes et priorisées est propriétaire, de même que les solutions adoptées par d’autres technologies d’Audio sur Ethernet.
La faible latence est un critère important pour la plupart des utilisateurs de technologies audio sur Ethernet. C’est particulièrement vrai dans le cas où un musicien a besoin d’entendre à la fois l’acoustique de son instrument (ou sa voix) et sa version amplifiée. EtherSound va pouvoir délivrer jusqu’à 64 canaux de 48 kHz, 24-bit PCM audio data avec une latence réseau de 125 microsecondes. Chaque unité sur le réseau en daisy-chain ajoute une latence de 1.5 microseconde. La latence du réseau EtherSound est stable et déterministe : Le délai entre deux unités  sur un réseau EtherSound peut être calculé.
EtherSound est destinée par le développeur à répondre entièrement aux standards Ethernet, qui sont définis par le comité IEEE 802 LAN/MAN de l’institut de l’ingénierie électrique et électronique (standards IEEE802.3x (CSMA/CD)). Comme l’IEEE définit des standards pour l’Ethernet 100 mégabits et Gigabit, EtherSound est développé à la fois en ES-100 (Pour une utilisation dédiée sur un réseau Ethernet 100 mégabits ou sur un réseau Gigabit en tant que VLAN) et ES-Giga (pour une utilisation dédiée sur un réseau Ethernet Gigabit). 
Bien que conforme à la norme 802.3 physique, la logique d’EtherSound de transporter les données audio façon “Token Ring” empêche l’exploitation de ses caractéristiques normales dans un réseau utilisant une topologie “any point to any point”. Il ne permet pas des communications bi-directionnelles dans une topologie hiérarchique standard Ethernet, la transmission de l’audio est forcément mono-directionnelle. Des communications bi-directionnelles ne sont supportées que dans une topologie avec branchement en série (“Daisy Chain”). Pour cette raison EtherSound est très approprié pour des applications utilisant une topologie de réseau en série ou dans des spectacles qui bénéficient de sa basse latence point à point.
Cependant, il est possible de remédier à ce problème en utilisant des matrices EtherSound, telles que l'AVM500 d'Auvitran et le FANMatrix de Technologies Youcan, dont le but est de créer des architectures EtherSound en étoile bidirectionnelle, avec possibilité de patcher les canaux audio individuellement entre les différentes branches de l'étoile.